# سیجی اوکو
سیجی اوکو (انگلیسی: Seiji Oko) یک بازیکن والیبال سابق اهل ژاپن، عضو تیم ملی ژاپن مردان در بازی های المپیک تابستانی ۱۹۷۲ (طلا) و المپیک تابستانی ۱۹۶۸ (نقره) بوده است.
وی در سال ۲۰۰۴، عضور تالار مشاهیر والیبال شد.